# Søslaget i Moon Sund
Søslaget i Moon Sund var et søslag den 17. oktober 1917 i 1. verdenskrig mellem tyske og russiske krigsskibe i Moon Sund, sundet mellem øen Muhu og det estiske fastland.
Den 16. oktober gennembrød tyskerne de russiske minespærringer i Irbe-strædet syd for øen Saaremaa. Fremrykkende tyske landtropper indtog kystbatteriet Zerel på det sydlige Saaremaa, og de to tyske krydsere Kolberg og Straßburg trængte ind i Rigabugten og angreb Kuressaares havn. Krydserne blev næste dag forstærket med de to slagskibe König og Kronprinz. I Moon Sund kom de i kamp med de to russiske linjeskibe Slava og Grasdanin og panserkrydseren Bajan. Slava blev på grund af ild fra König svært beskadiget og forsøgte at undslippe. Grundet skaderne havde skibet fået en større dybgang, så den ikke kunne komme igennem sundet. Skibet blev af besætningen sprængt, mens det lykkedes de ligeledes ramte Grasdanin og Bajan at flygte mod nord. Under forfølgelsen løb den tyske torpedobåd S 64 på en sømine og sank. Viceadmiral Schmidt opgav den videre forfølgelse på grund af de mange søminer i sundet. 
Den russiske flådekommando CENTROBALT befalede den 18. oktober efter nederlaget at rømme sundet. Den 19. oktober var kampen afgjort, og tyske tropper, beskyttet af krydseren Emden, blev landsat på øen Hiiumaa.